# Saïd Hamulić

## Biographie
Saïd Hamulić, né le 12 novembre 2000 à Leiderdorp, est un footballeur néerlandais et bosnien jouant au poste d'attaquant au Volos FC  en prêt de Toulouse FC.

## Carrière

### Formation et débuts
Hamulić est formé de ses 19 ans à ses 21 ans  dans plusieurs clubs au Pays-Bas : Alphense Boys, Go Ahead Eagles et KVV Quick Boys. Il ne sera pas conservé aux Pays-Bas. 
Il signera son premier contrat professionnel au FK Dainava Alytus en Lituanie.

### Toulouse FC
Saïd Hamulić s'engage à Toulouse le 24 janvier 2023, en provenance du club polonais du Stal Mielec. Il signe un contrat de trois ans et demi, jusqu'en juin 2026. Le montant de son transfert s'élève à un peu plus de 2 millions d'euros.
Dans le cadre d'une initiative de la Ligue de Football Professionnel pour célébrer la Journée mondiale contre l'homophobie (ayant lieu le 17 mai 2023), il a été demandé aux joueurs du championnat de France de porter un maillot dont les numéros sont floqués aux couleurs de l’arc-en-ciel pendant la 35ème journée de Ligue 1 et de Ligue 2.
Saïd Hamulić refuse fermement de participer à cette initiative.
En juillet2023 , il est prêté au Vitesse Arnhem aux Pays-Bas. 

## Statistiques
| Saison                | Club                  | Championnat           | Championnat | Championnat | Championnat | Coupe(s) nationale(s) | Coupe(s) nationale(s) | Coupe(s) nationale(s) | Compétition(s) continentale(s) | Compétition(s) continentale(s) | Compétition(s) continentale(s) | Compétition(s) continentale(s) | Total | Total | Total |
| Saison                | Club                  | Division              | M.          | B.          | P.d.        | M.                    | B.                    | P.d.                  | Comp.                          | M.                             | B.                             | P.d.                           | M.    | B.    | P.d.  |
| 2021                  | FK Dainava            | A Lyga                | 36          | 16          | 2           | 1                     | 0                     | 0                     | -                              | -                              | -                              | -                              | 37    | 16    | 2     |
| 2022                  | FK Sūduva (prêt)      | A Lyga                | 13          | 6           | 1           | 1                     | 1                     | 0                     | -                              | -                              | -                              | -                              | 14    | 7     | 1     |
| 2022-2023             | Stal Mielec (prêt)    | Ekstraklasa           | 17          | 9           | 4           | 2                     | 0                     | 0                     | -                              | -                              | -                              | -                              | 19    | 9     | 4     |
| 2022-2023             | Toulouse FC           | Ligue 1               | 6           | 0           | 0           | 3                     | 0                     | 0                     | -                              | -                              | -                              | -                              | 9     | 0     | 0     |
| 2023-2024             | Vitesse Arnhem (prêt) | Eredivisie            | 13          | 0           | 1           | 1                     | 0                     | 0                     | -                              | -                              | -                              | -                              | 14    | 0     | 1     |
| Total sur la carrière | Total sur la carrière | Total sur la carrière | 85          | 31          | 7           | 8                     | 1                     | 0                     | -                              | -                              | -                              | -                              | 93    | 32    | 7     |

### Liste des matchs internationaux
| Matchs internationaux de Saïd Hamulić | Matchs internationaux de Saïd Hamulić | Matchs internationaux de Saïd Hamulić          | Matchs internationaux de Saïd Hamulić | Matchs internationaux de Saïd Hamulić | Matchs internationaux de Saïd Hamulić | Matchs internationaux de Saïd Hamulić                                 |
|                                       | Date                                  | Lieu                                           | Adversaire                            | Résultat                              | Compétition                           | Notes                                                                 |
| ------------------------------------- | ------------------------------------- | ---------------------------------------------- | ------------------------------------- | ------------------------------------- | ------------------------------------- | --------------------------------------------------------------------- |
| 1.                                    | 17 juin 2023                          | Estádio da Luz, Lisbonne, Portugal             | Portugal                              | 3 - 0                                 | Éliminatoires Euro 2024               | Entré en jeu à la place d'Adrian Leon Barišić à la 71e minute de jeu. |
| 2.                                    | 20 juin 2023                          | Stade Bilino-Polje, Zenica, Bosnie-Herzégovine | Luxembourg                            | 0 - 2                                 | Éliminatoires Euro 2024               | Entré en jeu à la place de Kenan Kodro à la 46e minute de jeu.        |

## Palmarès
| Toulouse FC - Coupe de France (1) - Vainqueur en 2023 |